# Édouard de Nieuport

Édouard de Nieuport (1910)

Édouard de Nieuport (* 24. August 1875 in Blida, Algerien; † 16. September 1911) war ein französischer Radrennfahrer, Flugpionier und Unternehmer.
Édouard de Nieuport wurde als Sohn von Caroline und Edmond Deniéport in der französischen Siedlungskolonie Algerien geboren.
Er besuchte die École supérieure d’électricité und wurde nach Abschluss der Hochschule ein erfolgreicher Berufsradrennfahrer. Nach einem Streit mit der Union Vélocipédique Française trat er 1902 vom Radsport zurück.
Im selben Jahr gründete Nieuport mit seinem jüngeren Bruder Charles in Suresnes das Unternehmen Nieuport-Duplex zur Herstellung von Magnetapparaten, Zündkerzen und Akkumulatoren für die Automobilindustrie.
Zu den Kunden des Unternehmens gehörte auch Léon Levavasseur, der das Nieuport-Duplex-Zündsystem ab 1907 für seine Flugzeugmotoren Antoinette übernahm.
Im Frühjahr 1909 erwarb Nieuport einen Doppeldecker von Voisin, um fliegen zu lernen und neues elektrisches Zubehör seines Unternehmens zu testen. Während eines Testflugs in Issy-les-Moulineaux fing das Flugzeug Feuer, Pilot Nieuport überlebte unverletzt.
Mit seinem Bruder und dem schweizerischen  Ingenieur Franz Schneider entwickelte und baute er 1909 einen leichten Eindecker, die Nieuport I erreichte mit einem Motor von nur 20 PS mehr als 70 km/h. Die nächste Konstruktion erwies sich als äußerst erfolgreich, auf der Nieuport II erwarb er am 10. Juni 1910 die internationale Pilotenlizenz der Fédération Aéronautique Internationale (FAI) Nr. 105, ausgestellt vom Aéro-Club de France.
Flieger Charles Weymann gewann 1911 auf einer Nieuport II den Gordon-Bennett-Pokal für Flugsport; Nieuport wurde im selben Wettbewerb Dritter und stellte mit dem Eindecker später zahlreiche Geschwindigkeits-Rekorde auf.
Als Reservist der französischen Armee führte Édouard de Nieuport bei einem Manöver am 15. September 1911 einen Flug von Châlons-en-Champagne nach Charny-sur-Meuse bei Verdun durch. Bei der Landung wurde seine Nieuport IIG von einer Windböe erfasst und die Maschine zu Boden geschleudert. Der schwer verletzte Pilot wurde in das Krankenhaus Saint-Nicolas in Verdun gebracht, wo er am nächsten Tag verstarb. Édouard de Nieuport wurde auf dem Friedhof Père-Lachaise beigesetzt. Der französische Kriegsminister Adolphe Messimy verlieh Nieuport posthum das Ritterkreuz der Ehrenlegion.
Nach seinem Tod entschied der Stadtrat von Suresnes, die Straße, in der Nieuport seine erste Werkstatt hatte, nach ihm zu benennen. Inzwischen tragen auch Straßen in Issy-les-Moulineaux und Lyon seinen Namen.
Sein Bruder Charles de Nieuport kam zwei Jahre später ebenfalls bei einem Flugzeugabsturz ums Leben.